# Edwin Benson
Edwin Benson (Ma-doke-wa-des-she, en ortografia moderna Wéroke Wáatashe, «Bisó de ferro») va ser l'últim parlant conegut de llengua mandan. Va néixer el 1931 a la reserva índia de Fort Berthold a Dakota del Nord. Es va implicar en les temptatives d'ensenyar el mandan bàsic als més joves. Va morir el 9 de desembre de 2016.